# سی‌ام‌سی اوییشن
سی‌ام‌سی اوییشن (به انگلیسی: CMC Aviation) یک شرکت هواپیمایی است. دفتر مرکزی سی‌ام‌سی اوییشن در نایروبی، کنیا واقع شده‌است و قطب این شرکت هواپیمایی در فرودگاه ویلسون قرار دارد.